# 生態資本主義
生態資本主義認為所有財富都賴以存在的資本是以「自然資本」的方式存在於大自然之中（即有生態產出的生態系統），所以，以市場為基礎的公共政策工具（例如排放交易體制）應該用以解決環境問題。
生態資本主義的支持者往往被形容為「藍綠色」。他們可能是綠色運動的堅定支持者而又接受或傾向依從自由市場原則來達致環保目標，又或者是堅定地支持環保政策以及關注環境問題的保守主義者及自由主義者。而支持生態社會主義的則被稱為「紅綠色」。

## 生態資本主義的金融及行政改革
- 對政府補貼所造成的生態損害作全成本核算。
- 金融改革以真實發展指標（英語：Genuine Progress Indicators）為基礎。
- 設立排污配額制度以鼓勵商人採用減少污染的技術。

## 請參閱
- 商業模式
- 生態稅
- 生態經濟學
- 自由市場環境主義
- 綠色經濟
- 時代精神運動
- 綠色自由意志主義
- 公地悲劇
- 反公地悲劇

## 伸延閱讀
- Chapple, Stephen (2001) Confessions of an Eco-Redneck: Or how I Learned to Gut-Shoot Trout and Save the Wilderness at the Same Time ISBN 0-641-54292-5 Perseus Publishing - September 2001
- Comolet, A. (1991). The Ecological Renewal. From Eco-Utopia to Eco-Capitalism Le Renouveau ecologique. De l'eco-utopie a l'eco-capitalisme. Futuribles, 157(Sept.), 41-54.
- Lovins, Amory B & Hunter L (1997) Factor Four. Doubling Wealth - Halving Resource Use with Ernst von Weizacker Earthscan Publications Ltd, London
- Sarkar, Saral (1999) Eco-Socialism Or Eco-Capitalism? : A Critical Analysis of Humanity's Fundamental Choices by Saral Sarkar 1999
- Porritt, Jonathon (2005, revised 2007) Capitalism: As If The World Matters. ISBN 978-1-84407-193-7 Earthscan Publications Ltd, London
- d'Humières, Patrick (2010) Le développement durable va-t-il tuer le capitalisme ?. Editions Maxima

## 外部連結
- CIDM （页面存档备份，存于）
- Natcap.org （页面存档备份，存于）
- RMI.org （页面存档备份，存于）
- 生態公司名錄 （页面存档备份，存于）
- Patrick d'Humières創立的Ecocapitalisme.org
- 超越「綠色資本主義」 （页面存档备份，存于）－－《Monthly Review》的一篇文章。